# 히다카 도모키
히다카 도모키(일본어: 日高 智樹, 1980년 4월 6일 ~ )는 일본의 전 축구 선수이다.

## 구단 경력
과거 기라반츠 기타큐슈에서 활동하였다.